# Associazione Sportiva Bari 1947-1948
Questa voce raccoglie le informazioni riguardanti l'Associazione Sportiva Bari nelle competizioni ufficiali della stagione 1947-1948.

## Rosa
| N. |                   | Ruolo | Calciatore           |
| -- | ----------------- | ----- | -------------------- |
|    | Italia (bandiera) | P     | Leonardo Costagliola |
|    | Italia (bandiera) | P     | Silvano Pipan        |
|    | Italia (bandiera) | D     | Giulio Pellicari     |
|    | Italia (bandiera) | D     | Alessandro Carlini   |
|    | Italia (bandiera) | D     | Renato Lucchi        |
|    | Italia (bandiera) | D     | Piero Pietrasanta    |
|    | Italia (bandiera) | D     | Gennarino Ottogalli  |
|    | Italia (bandiera) | D     | Luigi Lenzi          |
|    | Italia (bandiera) | C     | Ivo Isetto           |
|    | Italia (bandiera) | C     | Tommaso Maestrelli   |
|    | Italia (bandiera) | C     | Paolo Giammarco      |
|    | Italia (bandiera) | C     | Agostino Nasi        |

| N. |                     | Ruolo | Calciatore           |
| -- | ------------------- | ----- | -------------------- |
|    | Italia (bandiera)   | C     | Giuseppe Santamato   |
|    | Italia (bandiera)   | A     | Mario Tontodonati    |
|    | Ungheria (bandiera) | A     | János Hrotkó         |
|    | Italia (bandiera)   | A     | Vincenzo Orlando     |
|    | Italia (bandiera)   | A     | Alfredo Spadavecchia |
|    | Italia (bandiera)   | A     | Guido Tavellin       |
|    | Italia (bandiera)   | A     | Sabino Cavone        |
|    | Ungheria (bandiera) | A     | Mihály Vörös         |
|    | Romania (bandiera)  | A     | Ioan Bogdan          |
|    | Italia (bandiera)   | A     | Giovanni Mongelli    |
|    | Italia (bandiera)   | A     | Franco Piemontese    |

## Risultati

### Serie A

#### Girone di andata
| 14 settembre 1947 1ª giornata | Atalanta | 3 – 1 | Bari |  |

| 21 settembre 1947 2ª giornata | Bari | 1 – 0 | Torino |  |

| 28 settembre 1947 3ª giornata | Bari | 2 – 1 | Roma |  |

| 5 ottobre 1947 4ª giornata | Vicenza | 3 – 1 | Bari |  |

| 12 ottobre 1947 5ª giornata | Triestina | 1 – 1 | Bari |  |

| 19 ottobre 1947 6ª giornata | Bari | 0 – 0 | Salernitana |  |

| 2 novembre 1947 8ª giornata | Bari | 1 – 1 | Modena |  |

| 16 novembre 1947 9ª giornata | Bari | 1 – 0 | Fiorentina |  |

| 23 novembre 1947 10ª giornata | Lucchese | 1 – 0 | Bari |  |

| 30 novembre 1947 11ª giornata | Inter | 4 – 1 | Bari |  |

| 7 dicembre 1947 12ª giornata | Bari | 1 – 0 | Alessandria |  |

| 21 dicembre 1947 13ª giornata | Lazio | 3 – 3 | Bari |  |

| 28 dicembre 1947 14ª giornata | Bari | 0 – 2 | Genoa |  |

| 1 gennaio 1948 15ª giornata | Bari | 1 – 3 | Pro Patria |  |

| 4 gennaio 1948 16ª giornata | Milan | 8 – 1 | Bari |  |

| 11 gennaio 1948 17ª giornata | Bari | 0 – 2 | Sampdoria |  |

| 18 gennaio 1948 18ª giornata | Bari | 1 – 1 | Bologna |  |

| 25 gennaio 1948 19ª giornata | Juventus | 6 – 0 | Bari |  |

| 1 febbraio 1948 20ª giornata | Livorno | 1 – 1 | Bari |  |

| 8 febbraio 1948 21ª giornata | Bari | 2 – 1 | Napoli |  |

#### Girone di ritorno
| 22 febbraio 1948 22ª giornata | Bari | 3 – 0 | Atalanta |  |

| 29 febbraio 1948 23ª giornata | Torino | 5 – 1 | Bari |  |

| 7 marzo 1948 24ª giornata | Roma | 0 – 0 | Bari |  |

| 14 marzo 1948 25ª giornata | Bari | 1 – 0 | Vicenza |  |

| 21 marzo 1948 26ª giornata | Bari | 0 – 0 | Triestina |  |

| 28 marzo 1948 27ª giornata | Salernitana | 1 – 0 | Bari |  |

| 15 aprile 1948 29ª giornata | Modena | 2 – 0 | Bari |  |

| 21 aprile 1948 30ª giornata | Fiorentina | 2 – 0 | Bari |  |

| 2 maggio 1948 31ª giornata | Bari | 1 – 0 | Lucchese |  |

| 9 maggio 1948 32ª giornata | Bari | 2 – 1 | Inter |  |

| 23 maggio 1948 33ª giornata | Alessandria | 1 – 0 | Bari |  |

| 27 maggio 1948 34ª giornata | Bari | 2 – 1 | Lazio |  |

| 30 maggio 1948 35ª giornata | Genoa | 2 – 2 | Bari |  |

| 6 giugno 1948 36ª giornata | Pro Patria | 2 – 0 | Bari |  |

| 13 maggio 1948 37ª giornata | Bari | 1 – 0 | Milan |  |

| 20 giugno 1948 38ª giornata | Sampdoria | 0 – 1 | Bari |  |

| 27 giugno 1948 39ª giornata | Bologna | 0 – 0 | Bari |  |

| 4 agosto 1948 40ª giornata | Bari | 2 – 1 | Juventus |  |

| 8 agosto 1949 41ª giornata | Bari | 3 – 0 | Livorno |  |

| 12 agosto 1948 42ª giornata | Napoli | 1 – 0 | Bari |  |

## Statistiche

### Statistiche di squadra
| Competizione | Punti | In casa | In casa | In casa | In casa | In casa | In casa | In trasferta | In trasferta | In trasferta | In trasferta | In trasferta | In trasferta | Totale | Totale | Totale | Totale | Totale | Totale | DR  |
| Competizione | Punti | G       | V       | N       | P       | Gf      | Gs      | G            | V            | N            | P            | Gf           | Gs           | G      | V      | N      | P      | Gf     | Gs     | DR  |
| ------------ | ----- | ------- | ------- | ------- | ------- | ------- | ------- | ------------ | ------------ | ------------ | ------------ | ------------ | ------------ | ------ | ------ | ------ | ------ | ------ | ------ | --- |
| Serie A      | 38    | 20      | 13      | 4       | 3       | 25      | 14      | 20           | 1            | 6            | 13           | 13           | 46           | 40     | 14     | 10     | 16     | 38     | 60     | -22 |

### Statistiche dei giocatori
| Giocatore       | Serie A  | Serie A |
| Giocatore       | Presenze | Reti    |
| --------------- | -------- | ------- |
| I. Bogdan       | 4        | 1       |
| A. Carlini      | 37       | 0       |
| S. Cavone       | 20       | 2       |
| L. Costagliola  | 31       | -48     |
| P. Giammarco    | 4        | 0       |
| J. Hrotko       | 30       | 5       |
| I. Isetto       | 40       | 0       |
| L. Lenzi        | 2        | 0       |
| R. Lucchi       | 25       | 0       |
| T. Maestrelli   | 37       | 2       |
| G. Mongelli     | 3        | 1       |
| A. Nasi         | 2        | 0       |
| V. Orlando      | 30       | 3       |
| G. Ottogalli    | 5        | 0       |
| G. Pellicari    | 39       | 3       |
| F. Piemontese   | 1        | 0       |
| P. Pietrasanta  | 22       | 0       |
| S. Pipan        | 9        | -10     |
| G. Santamato    | 1        | 0       |
| A. Spadavecchia | 27       | 2       |
| G. Tavellin     | 25       | 7       |
| M. Tontodonati  | 39       | 10      |
| M. Voros        | 7        | 1       |